# Hyphaene
Hyphaene Gaertn., 1790 è un genere di piante della famiglia delle Arecacee.

## Tassonomia
Comprende le seguenti specie:
- Hyphaene compressa H.Wendl.
- Hyphaene coriacea Gaertn.
- Hyphaene dichotoma (White) Furtado
- Hyphaene guineensis Schumach. & Thonn.
- Hyphaene macrosperma H.Wendl.
- Hyphaene petersiana Klotzsch ex Mart.
- Hyphaene reptans Becc.
- Hyphaene thebaica (L.) Mart.